# Lisa Shoman

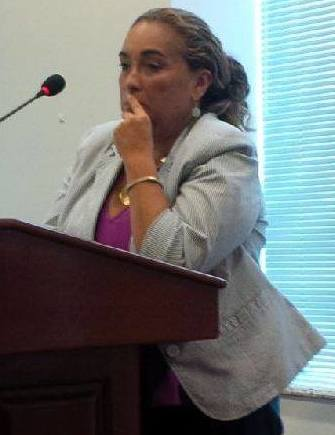
Lisa Shoman vào năm 2015

Lisa Shoman (sinh năm 1964) là một luật sư và chính trị gia người Belize và Bộ trưởng Ngoại giao Belize từ năm 2007 đến 2008. Bà từng là Đại diện thường trực của Belize cho Tổ chức các quốc gia châu Mỹ và đồng thời là Đại sứ Hoa Kỳ từ ngày 24 tháng 8 năm 2000 cho đến ngày 5 tháng 6 năm 2007, khi bà được bổ nhiệm làm Bộ trưởng Ngoại giao. Bà là nữ đại sứ đầu tiên của Belize đến Hoa Kỳ. Đồng thời, bà đã được thực hiện một thành viên của Thượng viện Belize theo đề nghị của Thủ tướng Said Musa.

## Đầu đời
Lisa Shoman sinh năm 1964. Bà là con cả trong ba người con gái sinh ra trong phi công thương mại / doanh nhân Yasin Shoman và Hilda Shoman (nhũ danh Hoy). Bà đã hoàn thành chương trình giáo dục tiểu học và trung học ở quê hương Belize, theo sau là các nghiên cứu pháp lý tại Đại học Tây Ấn (Mona Campus) và Trường Luật Norman Manley ở Jamaica.

## Sự nghiệp
Shoman đã được gọi đến quầy bar vào tháng 10 năm 1988, và bổ nhiệm Crown Counsel trong Văn phòng Giám đốc Công tố (tháng 7 năm 1988), phục vụ hơn một năm trước khi vào thực hành tư nhân. Bà được bầu làm chủ tịch nữ đầu tiên của Hiệp hội Bar Belize năm 1996. Trong thời gian giữa tuổi 30, Shoman được bổ nhiệm làm Chủ tịch Hội đồng Quản trị của Công ty TNHH Viễn thông Belize (1998–2000). Vào tháng 12 năm 2009, bà được nâng lên cấp bậc Cố vấn cao cấp của Chánh án tòa Belize, Tiến sĩ Abdulai Conteh.
Cuộc hẹn quốc gia đầu tiên của bà vào năm 2000 khi bà trở thành Đại sứ / Đại diện thường trực của Belize cho Tổ chức các quốc gia Hoa Kỳ vào ngày 25 tháng 8 năm 2000, và bà từng là Ủy viên cao cấp của Belize đến Canada cho đến năm 2003. Bà cũng được bổ nhiệm làm Đại sứ của Belize Hoa Kỳ vào tháng 8 năm 2000. Trong nhiệm kỳ của mình, Shoman từng là Phó Chủ tịch Hội đồng Thường trực của OAS.
Tháng 6 năm 2007, Thủ tướng Said Musa đã bổ nhiệm bà vào Thượng viện, và trở thành Bộ trưởng Ngoại giao và Ngoại thương đầu tiên của đất nước. Shoman giữ vị trí này cho đến khi đảng của Musa, Đảng Nhân dân, nhượng lại quyền lực trong năm 2008, khi bà trở lại thực hành tư nhân.
Shoman vẫn là một người ủng hộ tích cực, nhóm các nhóm pháp lý thách thức những thay đổi Hiến pháp gây tranh cãi được đề xuất bởi Đảng Liên hiệp Dân chủ cầm quyền. Khi Thủ tướng Dean Barrow cáo buộc rằng người tiền nhiệm của ông, Said Musa đã bí mật chuyển hướng quỹ công và buộc tội ông với hành vi trộm cắp, Shoman đã vào đội pháp lý đảm bảo sự tha bổng của Musa.
Lãnh đạo của phe đối lập Johnny Briceño đã bổ nhiệm Shoman làm thượng nghị sĩ lần thứ hai vào năm 2009.

## Cuộc sống cá nhân
Trong năm 2009, Shoman kết hôn với nhà văn Caribbean Joey Clarke.